# Wyżwa Nowa
Wyżwa Nowa (ukr. Нова Вижва) – wieś (dawniej miasteczko) na Ukrainie w rejonie kowelskim, w obwodzie wołyńskim. Wieś liczy 638 mieszkańców.
W II Rzeczypospolitej Wyżwa Nowa należała do wiejskiej gminy Siedliszcze w powiecie kowelskim w woj. wołyńskim i liczyła w 1921 roku 1973 mieszkańców.
Podczas okupacji niemieckiej Żydów, którzy stanowili drugą po Ukraińcach grupę narodowościową w miasteczku, spotkała zagłada. 5 sierpnia 1941 roku rozstrzelano 260 osób. W 1942 roku utworzono w Wyżwie Nowej getto otwarte, którego mieszkańców wymordowano pod koniec sierpnia 1942.
Po wojnie miasteczko weszło w struktury administracyjne Związku Radzieckiego.
Do 2020 w rejonie starowyżewskim.